# WTA Elite Trophy 2018
WTA Elite Trophy 2018, oficiálně Hengqin Life WTA Elite Trophy 2018, představoval jeden ze dvou závěrečných tenisových turnajů ženské profesionální sezóny 2018 pro nejlepší hráčky okruhu, které nestartovaly na předcházejícím Turnaji mistryň, a to podle specifických kritérií. Herní systém dvouhry měl formát čtyř tříčlenných základních skupin, jejichž vítězky postoupily do závěrečné vyřazovací fáze. Ve čtyřhře se hrály dvě základní skupiny o třech párech, jejichž vítězky se utkaly ve finále. Celkové odměny činily 2 349 363 dolarů.
Turnaj se konal mezi 30. říjnem až 4. listopadem 2018 v jihočínském městě Ču-chaj. Dějištěm se počtvrté staly dvorce s tvrdým povrchem v Mezinárodním tenisovém centru Cheng-čchin. Řadil se do kategorie Tour Championships.
Třetí singlový titul na okruhu WTA Tour vybojovala 22letá Australanka Ashleigh Bartyová, která se posunula na nové kariérní maximum, když jí po skončení na žebříčku patřilo 15. místo.  Třetí společnou trofej ze čtyřher túry WTA si odvezla dvojice ukrajinských dvojčat, Ljudmyla a Nadija Kičenokovy.

## Turnaj

### Kvalifikační kritéria
WTA Elite Trophy byl pořádán pro tenistky, které obdržely pozvání od řídící Ženské tenisové asociace (WTA).

#### Tvorba žebříčku

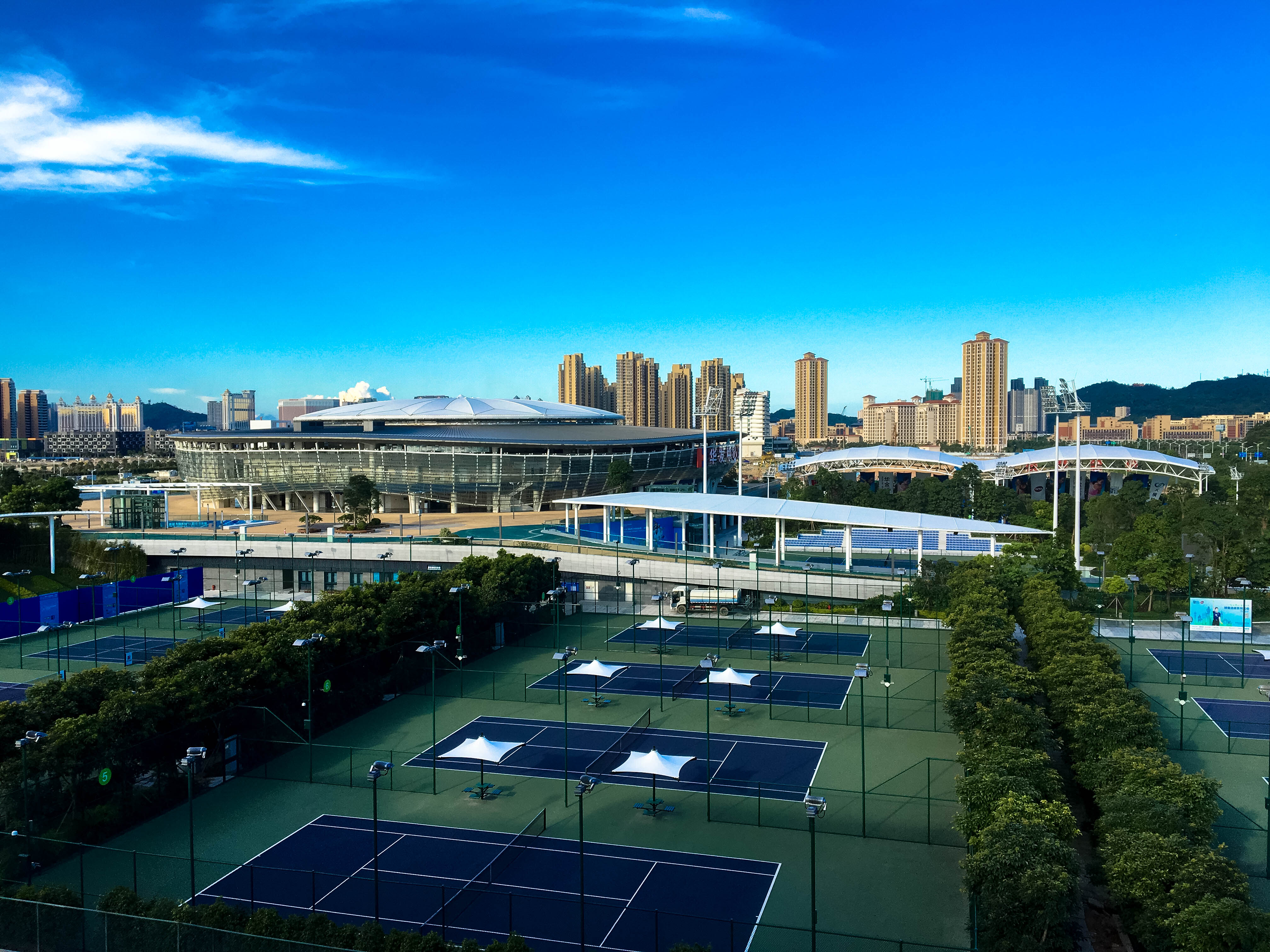
Mezinárodní tenisové centrum Cheng-čchin

Ve dvouhře byly žebříčkové body kumulovány ze šestnácti turnajů. Mezi ně se povinně započítávaly čtyři Grand Slamy, čtyři události Premier Mandatory a nejlepší výsledky ze dvou turnajů Premier 5.
Ve čtyřhře byly žebříčkové body kumulovány z jedenácti nejlepších výsledků páru jakýchkoli turnajů v sezóně. Nemusely se tak povinně započítávat Grand Slamy ani události kategorie Premier.

### Dvouhra
Soutěž dvouhry byla uspořádána ve formátu dvanácti singlistek z 9.–20. místa žebříčku WTA, s možností zařazení jedné hráčky startující na divokou kartu. Tenistky byly rozděleny do čtyř tříčlenných základních skupin, v nichž každá hráčka hrála dva zápasy proti zbylým členkám skupiny. Vítězka každé skupiny postoupila do semifinále, v němž se rozhodovalo o finalistkách. Do turnaje také mohly zasáhnout i dvě náhradnice z Turnaje mistryň, konaného v předcházejícím týdnu, Darja Kasatkinová a Anastasija Sevastovová.

### Čtyřhra
Soutěže čtyřhry se účastnilo šest dvojic. První čtyři páry měly být určeny dle regulí žebříčkovým pořadím v klasifikaci dvojic WTA, které se neprobojovaly na Turnaj mistryň, tj. umístěným na 9.–12. místě či nižším, pokud na Turnaj mistryň postoupily náhradnice. Systém výběru byl nejasný, když ne všechny řádně startující páry splnily tato kritéria. Dvě zbylá místa byla obsazena dvojicemi, které obdržely divokou kartu. 
Páry byly zformovány do dvou tříčlenných skupin, v nichž se utkaly systémem každý s každým. Vítězné páry postoupily do finále.

### Kritéria pořadí v základní skupině

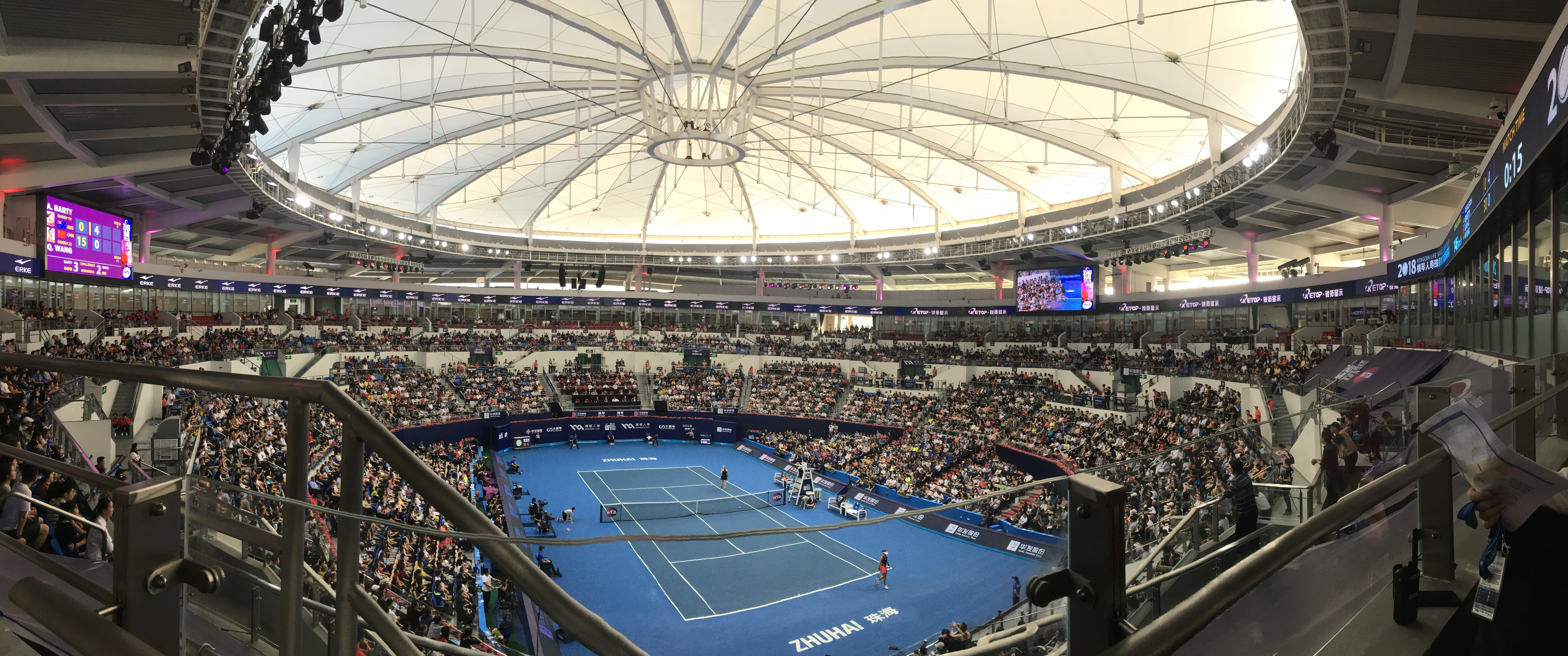
Centrální dvorec během dvouhry, 2018

Konečné pořadí v základní skupině se řídilo následujícími kritérii:
1. největší počet vyhraných utkání
2. největší počet odehraných utkání
3. pokud měly dvě hráčky stejný počet výher, pak rozhodovalo jejich vzájemné utkání; pokud měly tři hráčky stejný počet výher, pak:

a) tenistka, která odehrála méně než tři utkání byla automaticky vyřazena a dále postoupila hráčka, jež vyhrála vzájemný zápas mezi dvěma zbývajícími; nebo
b) dalším kritériem bylo nejvyšší procento vyhraných setů; nebo
c) dalším kritériem bylo nejvyšší procento vyhraných her.

### Ambasadorka turnaje
Anbasadorkou čtvrtého ročníku turnaje se potřetí stala Němka Steffi Grafová, 22násobná grandslamová vítězka a bývalá světová jednička, aby podpořila závěrečnou událost.

### Finanční odměny a body
Celkový rozpočet turnaje mistryň činil 2 349 363 dolarů.
| Fáze | dvouhra        | dvouhra  | čtyřhra       | čtyřhra |
| Fáze | výdělek        | body     | výdělek       | body    |
| --- | -------------- | -------- | ------------- | ------- |
| vítězky | ZS + 500 000 $ | ZS + 460 | ZS + 21 509 $ | —       |
| finalistky | ZS + 150 000 $ | ZS + 200 | ZS + 11 000 $ | —       |
| semifinalistky | ZS + 14 727 $  | ZS       | —             | —       |
| za výhru v zákl. skupině | —              | 120      | + 5 400 $     | —       |
| za prohru v zákl. skupině | —              | 40       | —             | —       |
| 1. místo zákl. skupiny | + 155 000 $    | —        | —             | —       |
| 2. místo zákl. skupiny | + 80 000 $     | —        | —             | —       |
| startovné | 45 000 $       | —        | 16 500 $      | —       |
| startovné náhradnice | 10 000 $       | —        | —             | —       |
| Poznámky |                |          |               |         |
| - částky uváděny v amerických dolarech ($) - ZS – celkové finanční odměny či body získané v základní skupině - finanční odměny ve čtyřhře uváděny na celý pár |                |          |               |         |

## Ženská dvouhra

### Startující hráčky
Tabulka uvádí sezónní výsledky a odpovídající bodový zisk kvalifikovaných hráček, včetně odhlášených.
| WTA | Tenistka               | Grand Slam | Grand Slam | Grand Slam | Grand Slam | Premier Mandatory | Premier Mandatory | Premier Mandatory | Premier Mandatory | Nejlépe na Premier 5 | Nejlépe na Premier 5 | Nejlépe na dalších turnajích | Nejlépe na dalších turnajích | Nejlépe na dalších turnajích | Nejlépe na dalších turnajích | Nejlépe na dalších turnajích | Nejlépe na dalších turnajích | Body | Turnaje | T i t u l y |
| --- | ---------------------- | ---------- | ---------- | ---------- | ---------- | ----------------- | ----------------- | ----------------- | ----------------- | -------------------- | -------------------- | ---------------------------- | ---------------------------- | ---------------------------- | ---------------------------- | ---------------------------- | ---------------------------- | ---- | ------- | ----------- |
| WTA | Tenistka               | Austr      | French     | Wimbl      | US Open    | Indian W          | Miami             | Madrid            | Peking            | 1.                   | 2.                   | 1.                           | 2.                           | 3.                           | 4.                           | 5.                           | 6.                           | Body | Turnaje | T i t u l y |
| 10. | Darja Kasatkinová      | 64k 70     | QF 430     | QF 430     | 64k 70     | F 650             | R64k 10           | QF 215            | 64k 10            | 16k 105              | 16k 105              | Titul 470                    | F 305                        | SF 185                       | QF 100                       | QF 100                       | 32k 60                       | 3315 | 25      | 1           |
| 11. | Anastasija Sevastovová | 64k 70     | 128k 10    | R128k 10   | SF 780     | R16k 120          | R32k 65           | R32k 65           | F 650             | QF 190               | R16k 105             | Titul 280                    | SF 185                       | SF 185                       | SF 185                       | F 180                        | R16k 105                     | 3185 | 22      | 1           |
| 12. | Aryna Sabalenková      | 128k 10    | 128k 10    | 128k 10    | 16k 240    | 32k 65            | 64k 35            | 64k 30            | QF 215            | Titul 900            | SF 350               | Titul 470                    | F 305                        | F 180                        | Titul 160                    | 16k 105                      | QF 60                        | 3145 | 26      | 2           |
| 13. | Elise Mertensová       | SF 780     | 16k 240    | 32k 130    | 16k 240    | 64k 10            | 32k 65            | 32k 65            | 64k 10            | QF 190               | QF 190               | Titul 280                    | Titul 280                    | Titul 280                    | SF 185                       | QF 60                        | 32k 60                       | 3065 | 22      | 3           |
| 14. | Julia Görgesová        | 64k 70     | 32k 130    | SF 780     | 64k 70     | 32 65             | 64k 10            | 16k 120           | 16k 120           | QF 190               | 16k 105              | F 305                        | Titul 280                    | Titul 280                    | SF 185                       | SF 185                       | QF 100                       | 2995 | 23      | 2           |
| 15. | Serena Williamsová     | A 0        | 16k 240    | F 1300     | F 1300     | 32k 65            | 128k 10           | A 0               | A 0               | 32k 60               |                      | 32k 1                        |                              |                              |                              |                              |                              | 2976 | 7       | 0           |
| 16. | Madison Keysová        | QF 430     | SF 780     | 32k 130    | SF 780     | 64k 10            | 64k 10            | 64k 10            | 32k 65            | QF 190               | 16k 105              | SF 185                       | 32k 60                       | 32k 60                       | 32k 1                        | 32k 1                        |                              | 2817 | 15      | 0           |
| 17. | Garbiñe Muguruzaová    | 64k 70     | SF 780     | 64k 70     | 64k 70     | 64k 10            | 16k 120           | 16k 120           | 32k 65            | F 585                | A 0±                 | Titul 280                    | SF 185                       | SF 110                       | 16k 105                      | QF 100                       | 16k 55                       | 2725 | 22      | 1           |
| 18. | Caroline Garciaová     | 16k 240    | 16k 240    | 128k 10    | 32k 130    | 16k 120           | 64k 10            | SF 390            | 16k 120           | QF 190               | QF 190               | Titul 280                    | QF 190                       | SF 185                       | 16k 105                      | QF 100                       | QF 100                       | 2600 | 22      | 1           |
| 19. | Ashleigh Bartyová      | 32k 130    | 64k 70     | 32k 130    | 16k 240    | 64k 10            | 16k 120           | 32k 65            | A 0               | SF 350               | SF 350               | F 305                        | Titul 280                    | SF 110                       | 16k 105                      | QF 100                       | 16k 55                       | 2420 | 20      | 1           |
| 20. | Anett Kontaveitová     | 16k 240    | 16k 240    | 32k 130    | 128k 10    | 64k 10            | 64k 10            | 16k 120           | 16k 120           | F 585                | SF 350               | SF 185                       | 16k 105                      | QF 100                       | 32k 60                       | 16k 55                       | 16k 55                       | 2375 | 23      | 0           |
| 21. | Jeļena Ostapenková     | 32k 130    | 128k 10    | SF 780     | 32k 130    | 32k 65            | F 650             | 64k 10            | 32k 65            | QF 190               | 64k 1                | QF 100                       | QF 100                       | QF 100                       | 16k 30                       | 32k 1                        | 64k 1                        | 2363 | 21      | 0           |
| 22. | Wang Čchiang           | 128k 10    | 32k 130    | 128k 10    | 32k 130    | 16k 120           | 128k 10           | 64k 10            | SF 390            | SF 350               | 64k 30               | Titul 280                    | Titul 280                    | F 180                        | SF 110                       | QF 60                        | 16k 55                       | 2155 | 22      | 2           |
| 36. | Čang Šuaj              | 64k 70     | 64k 70     | 128k 10    | 128k 10    | 32k 65            | 64k 10            | 32k 65            | QF 215            | 16k 105              | 32k 60               | Titul 160                    | Titul 140                    | SF 110                       | SF 110                       | SF 110                       | QF 60                        | 1370 | 27      | 0           |
| Náhradnice |                        |            |            |            |            |                   |                   |                   |                   |                      |                      |                              |                              |                              |                              |                              |                              |      |         |             |
| 24. | Mihaela Buzărnescuová  | 128k 10    | 16k 240    | 32k 130    | A 0        | 128k 10           | 128k 10           | 64k 10            | 64k 10            | 16k 105              | Titul 100‡           | Titul 470                    | SF 185                       | F 180                        | F 180                        | SF 110                       | SF 110                       | 1860 | 28      | 1           |
| 28. | Sie Šu-wej             | 16k 240    | 128k 10    | 16k 240    | 64k 70     | R64k 65           | R32 65            | 16k 55†           | R64 10            | 32k 90               | QF 60‡               | Titul 280                    | SF 110                       | SF 110                       | SF 110                       | SF 110                       | F 95                         | 1720 | 27      | 1           |
| divoká karta náhradnice odhlášení z turnaje † V určujícím vydání žebříčku pro turnaj nebyla hráčka kvalifikována do čuchajské soutěže. Proto je na dané pozici zapsán její další nejlepší bodový výsledek. ‡ Hráčka na konečném žebříčku 2017 nefigurovala v první dvacítce pořadí. Proto nebyl vyžadován zápočet dvou nejlepších výsledků z kategorie Premier 5 a na dané pozici je zapsán její další nejlepší bodový výsledek. ± Muguruzaová byla penalizována zápočtem 0 bodů za pozdní odhlášení z Rogers Cupu, když byla členkou první světové desítky v konečném žebříčku 2017. |                        |            |            |            |            |                   |                   |                   |                   |                      |                      |                              |                              |                              |                              |                              |                              |      |         |             |

| Legenda | Legenda                   | Legenda | Legenda             |
| ------- | ------------------------- | ------- | ------------------- |
| A       | neúčast hráčky na turnaji | 128k    | 128 hráček v kole   |
| QF      | prohra ve čtvrtfinále     | 64k     | 64 hráček v kole    |
| SF      | prohra v semifinále       | 32k     | 32 hráček v kole    |
| F       | prohra ve finále          | 16k     | 16 hráček v kole    |
| 0/2000  | získané body na turnaji   | Titul   | vítězství v turnaji |

## Ženská čtyřhra

### Startující páry
| Nasazení                                                                  | stát     | hráčka                | stát      | hráčka             | WTA |
| ------------------------------------------------------------------------- | -------- | --------------------- | --------- | ------------------ | --- |
| 1.                                                                        | Rumunsko | Mihaela Buzărnescuová | Polsko    | Alicja Rosolská    | 53. |
| 2.                                                                        | Japonsko | Miju Katová           | Japonsko  | Makoto Ninomijová  | 65. |
| 3.                                                                        | Ukrajina | Ljudmyla Kičenoková   | Ukrajina  | Nadija Kičenoková  | 72. |
| 4.                                                                        | Japonsko | Šúko Aojamová         | Bělorusko | Lidzija Marozavová | 83. |
| Žebříček WTA k 22. říjnu 2018; číslo je součtem umístění obou členek páru |          |                       |           |                    |     |

### Jiné formy účasti
Následující páry obdržely divokou kartu do hlavní soutěže:
- Ťiang Sin-jü /  Jang Čao-süan
- Sün Fang-jing /  Tchang Čchien-chuej

## Přehled finále

### Ženská dvouhra
- Ashleigh Bartyová vs.  Wang Čchiang, 6–3, 6–4

### Ženská čtyřhra
- Ljudmyla Kičenoková /  Nadija Kičenoková vs.  Šúko Aojamová /  Lidzija Marozavová, 6–4, 3–6, [10–7]